# Zmago Modic
Zmago Modic, slovenski slikar, *16. april 1953, Ljubljana, Slovenija, † 26. avgust 2019, Ljubljana.
Živel in deloval v Ljubljani. Od leta 1978 je vodil svojo slikarsko šolo, predvsem pa je postal prepoznaven po instalacijah in okrasitvah ljubljanskega mestnega jedra ob različnih priložnostih. Več let zapored je Prešernov trg ob vročih suhih poletnih dnevih stalo Področje lastnega vremena, umetni dež s cestnimi oznakami. Odmevne so bile vsakoletne instalacije ob dnevu Zemlje in svetlobne okrasitve Vesoljna Ljubljana ob novem letu. Modic je rad ustvarjal sočasno s pomembnejšimi koncertnimi dogodki in med samo prireditvijo, trajajočo do dveh ur, naslikal glasbenike. Njegove slike krasijo stene marsikatere glasbene ustanove, mdr. Slovenske Filharmonije. Modic je organiziral tudi slikarsko šolo na prostem, ki je potekala na ljubljanskih ulicah, pri čemer so za akte praviloma pozirali goli modeli.